# 新界區專線小巴806A、806B線
新界區專線小巴806A線是香港新界區一條由偉程實業營運的小巴路線，來往黃泥頭和運頭塘邨。而新界區專線小巴806B線也是香港新界區一條由偉程實業營運的小巴路線，來往碩門邨和運頭塘邨。
806A線和806B線在大埔區內都會途經大埔超級城、廣福道及白石角，在沙田區內途經香港科學園後會分道揚鑣，806A線經大老山公路直達石門（新界鄉議局大樓）、沙田第一城前往黃泥頭，806B線經欣安邨及大水坑才前往石門。
新界區專線小巴29線是香港新界區一條由偉程實業營運的小巴路線，來往馬料水渡輪碼頭和運頭塘邨，只於星期一至五繁忙時間提供服務，屬806A線和806B線之特別班次，走線與806A和806B線相約，惟以馬料水碼頭為終站，並不經廣福道及大埔超級城。
一般而言，806A和806B路線載客量較為高企，往沙田或大埔方向常常在中途站都會有滿座無法登車的情況，C車客量較為偏少

## 歷史
有鑑於白石角、香港科學園一帶的發展，該區對外交通需求會進一步上升，因此運輸署在2018年12月21日建議開辦新小巴路線，來往運頭塘邨及黃泥頭，途經廣福邨、白石角、香港科學園、欣安邨、大水坑、石門及沙田第一城。
不過運輸署的文件顯示，該條小巴路線的「建議最高收費」為$19.8，隨即引起居民不滿，認為有關標價過高，加上路線中途站多，卻要乘客承擔如此高的費用，根本不合理。香港其中一間小巴營運商棉記汽車亦認為，該線收費能否到達$16也成問題。大埔區議員任啟邦亦批評，該新辦小巴在大埔區內只途經運頭塘邨及廣福邨，忽略大埔其他重要地區，非該兩邨居民如果要乘坐此小巴，需額外轉乘。
此線的詳情於2019年1月在大埔區議會中進行討論，席上區議員批評此線收費「堅離地」，更有議員提出縮短路程，或將九龍巴士82C線延長至大埔代替。九巴亦派代表出席會議，更於會上表示，若增此路線，收費必低於19.8元。
運輸署於2019年3月修改原有建議，分拆為兩條路線，分別由黃泥頭及碩門邨開出，前者途經原建議的廣源邨、愉翠苑、沙田第一城、濱景花園，後者則途經亞公角街、大水坑、欣安邨，兩線然後直接駛上大老山公路往返香港科學園，並在大埔區內駛經廣福道（大埔墟）、大埔超級城才駛往運頭塘，最高准許收費下調至$15.8。
運輸署最終於2019年7月4日公開招標5組共12條專線小巴路線的經營權，此兩線獲新增一條來往馬料水渡輪碼頭和運頭塘邨的輔助線，再加入413線編為同一組招標，由偉程實業投得此組路線經營權。三線亦於2020年3月1日投入服務，806A和806B線全程收費亦減至$11.8，開辦初期更收取優惠車資$11.6。
區政聯盟大埔中議員區鎮樺指，小巴的班次為20至25分鐘一班，認為現時的班次未必能在繁忙時間負荷得來。區解釋兩條小巴的路線較長，如在路途中有交通意外，會影響到班次。區表示現在會先觀察首一兩個月的情況，日後再和小巴公司商討加班安排。
由2020年6月28日起，此兩路線新增科學園來往運頭塘邨之分段收費，806A線增設新界鄉議局大樓前往黃泥頭之分段收費，而806B線則增設碩門邨往返欣安邨的雙向分段收費，兩線的優惠收費亦無限期延長。
806A及806B線投入服務以來，一直受到白石角居民歡迎。鑑於白石角在年內有多個屋苑落入入伙，在交通需求增加下，營辦商於同年12月向運輸署申請開辦短程輔助線，由運頭塘起依806A線相約走線行走，惟改經科研路及科技大道西，以香港科學園第一期（科技大道西11W，即生物科技中心二座對出之停車彎）為終站，在29線不提供服務時段期間營運。該特別班次其後獲独立命名為806C，並於2021年3月1日起投入服務，試辦期為3個月至同年5月31日止，於星期一至五日間非繁忙時間、星期六及假日早上至傍晚提供服務。

## 服務時間及班次
806A
| 黃泥頭開 | 黃泥頭開    | 黃泥頭開     | 運頭塘邨開 | 運頭塘邨開  | 運頭塘邨開   |
| 日期     | 服務時間    | 班次（分鐘） | 日期       | 服務時間    | 班次（分鐘） |
| -------- | ----------- | ------------ | ---------- | ----------- | ------------ |
| 每日     | 07:00-22:00 | 15           | 每日       | 07:00-22:00 | 15           |

806B
| 碩門邨開 | 碩門邨開    | 碩門邨開     | 運頭塘邨開 | 運頭塘邨開  | 運頭塘邨開   |
| 日期     | 服務時間    | 班次（分鐘） | 日期       | 服務時間    | 班次（分鐘） |
| -------- | ----------- | ------------ | ---------- | ----------- | ------------ |
| 每日     | 07:00-22:00 | 15           | 每日       | 07:00-22:00 | 15           |

806C
| 香港科學園開         | 香港科學園開 | 香港科學園開 | 運頭塘邨開           | 運頭塘邨開  | 運頭塘邨開   |
| 日期                 | 服務時間     | 班次（分鐘） | 日期                 | 服務時間    | 班次（分鐘） |
| -------------------- | ------------ | ------------ | -------------------- | ----------- | ------------ |
| 星期一至五           | 09:30-16:50  | 20           | 星期一至五           | 09:30-16:30 | 20           |
| 星期六、日及公眾假期 | 10:00-20:00  | 20           | 星期六、日及公眾假期 | 10:00-20:00 | 20           |

29
| 馬料水渡輪碼頭開 | 馬料水渡輪碼頭開        | 馬料水渡輪碼頭開        | 運頭塘邨開 | 運頭塘邨開              | 運頭塘邨開              |
| 日期             | 服務時間                | 班次（分鐘）            | 日期       | 服務時間                | 班次（分鐘）            |
| ---------------- | ----------------------- | ----------------------- | ---------- | ----------------------- | ----------------------- |
| 星期一至五       | 07:00-09:00             | 20-25                   | 星期一至五 | 07:00-09:00             | 20-25                   |
| 星期一至五       | 09:00-17:00期間不設服務 | 09:00-17:00期間不設服務 | 星期一至五 | 09:00-17:00期間不設服務 | 09:00-17:00期間不設服務 |
| 星期一至五       | 17:00-19:00             | 20-25                   | 星期一至五 | 17:00-19:00             | 20-25                   |

星期六、日及公眾假期不設服務

## 收費
| 路線       | 全程收費 | 分段收費                                                                                          |
| ---------- | -------- | ------------------------------------------------------------------------------------------------- |
| 806A、806B | $11.8    | - 馬料水公眾碼頭往返運頭塘邨：$8.5 - 新界鄉議局大樓往黃泥頭（806A）／欣安邨往碩門邨（806B）：$6.5 |
| 806C       | $8.5     | - 不設分段收費                                                                                    |
| 29         | $7.6     | - 不設分段收費                                                                                    |

| - 本線大小同價。 - 65歲或以上長者使用長者或個人八達通（包括「樂悠咭」），合資格殘疾人士（包括12歲以下合資格殘疾兒童）使用「殘疾人士身份」個人八達通，以及60至64歲香港居民使用「樂悠咭」繳付車資，均可享有每程$2.0或全費（以較低者為準）的票價優惠。 - 乘客可以現金或八達通於上車時付款，不設找續。 - 每位成人乘客可免費攜帶最多兩名3歲以下而不佔座位的兒童乘客乘車，超額之3歲以下小童必須繳付車費乘車。 - 學生使用學生八達通或學生個人八達通，繳付車費時可享用$3.8的優惠車費。 |

## 行車路線
806A
- 黃泥頭開出：小瀝源路、廣善街、牛皮沙街、插桅杆街、銀城街、小瀝源路、大涌橋路、石門交匯處、大老山公路、澤祥街、科學園路、創新路、吐露港公路、大埔公路－元洲仔段、廣福道、寶鄉街、大埔太和路、南運路、達運道及豐運路。
- 運頭塘開出：豐運路、達運道、南運路、大埔太和路、寶鄉街、廣福道、大埔公路–元洲仔段、吐露港公路、創新路、科學園路、瑞祥街、大老山公路、石門交匯處、大涌橋路、小瀝源路、銀城街、插桅杆街、牛皮沙街、廣善街及小瀝源路。

806B
- 石門開出：安明街、小瀝源路、大涌橋路、石門交匯處、亞公角街、恆信街、恆泰路、寧泰路、恆明街、恆健街、恆明街、恆輝街、迴旋處、恆輝街、恆耀街、恆泰路、恆輝街、西沙路、馬鞍山路、大老山公路、澤祥街、科學園路、創新路、吐露港公路、大埔公路–元洲仔段、廣福道、寶鄉街、大埔太和路、南運路、達運道及豐運路。
- 運頭塘開出：豐運路、達運道、南運路、大埔太和路、寶鄉街、廣福道、大埔公路–元洲仔段、吐露港公路、創新路、科學園路、瑞祥街、大老山公路、馬鞍山路、西沙路、迴旋處、恆輝街、恆耀街、恆泰路、恆輝街、迴旋處、恆輝街、恆明街、恆健街、恆明街、寧泰路、保泰街、寧泰路、恆泰路、恆信街、亞公角街、石門交匯處、大涌橋路、小瀝源路、安明街、迴旋處及安明街。